# O świecie
O świecie (stgr. Περὶ Κόσμου, łac. De mundo) – traktat filozoficzny z zakresu filozofii przyrody, dawniej przypisywany Arystotelesowi. W Corpus Aristotelicum zajmuje strony 391–401.
Obecnie uznaje się, że utwór został napisany przez nieznanego autora (określanego jako Pseudo-Arystoteles) pomiędzy rokiem 350 a 200 p.n.e.
Traktat jest adresowany do Aleksandra, być może Aleksandra Macedońskiego, który był uczniem Arystotelesa. Przypuszczano również, że mógł nim być prokurator Judei Tyberiusz Juliusz Aleksander, co przesuwałoby datę powstania utworu na I w. n.e.
Utwór prezentuje arystotelejską filozofię przyrody: budowę i funkcjonowanie wszechświata, znaczenie 5 żywiołów, oraz rolę Boga. Szczególnie dużo uwagi autor poświęcił wiatrom i innym fenomenom pogodowym. Utwór łączą bliskie związki z Meteorologiką Arystotelesa. 
W starożytności dzieło było tłumaczone na łacinę przez Apulejusza, oraz na syryjski przez Sergiusza z Reszainy, a w późniejszym okresie także trzykrotnie na język arabski.